# Halowe Mistrzostwa Europy w Lekkoatletyce 1988 – skok wzwyż kobiet
Skok wzwyż kobiet – jedna z konkurencji technicznych rozgrywanych podczas halowych lekkoatletycznych mistrzostw Europy w  hali Sport Csárnok w Budapeszcie. Rozegrano od razu finał 6 marca 1988. Zwyciężyła reprezentantka Bułgarii Stefka Kostadinowa, która tym samym obroniła tytuł zdobyty na poprzednich mistrzostwach.

## Rezultaty

### Finał
Opracowano na podstawie materiału źródłowego.
| Miejsce | Zawodniczka        | Wynik | Uwagi |
| ------- | ------------------ | ----- | ----- |
| 1       | Stefka Kostadinowa | 2,04  | CR    |
| 2       | Heike Redetzky     | 1,97  |       |
| 3       | Łarisa Kosicyna    | 1,97  |       |
| 4       | Ludmiła Awdiejenko | 1,94  |       |
| 5       | Emilija Dragiewa   | 1,91  |       |
| 6       | Gabriele Günz      | 1,91  |       |
| 7       | Maryse Éwanjé-Épée | 1,88  |       |
| 7       | Andrea Mátay       | 1,88  |       |
| 9       | Debbie McDowell    | 1,85  |       |
| 10      | Madely Beaugendre  | 1,85  |       |
| 11      | Jolanta Komsa      | 1,85  |       |
| 12      | Niki Bakojani      | 1,85  |       |
| 13      | Diana Davies       | 1,80  |       |
| 13      | Hanne Haugland     | 1,80  |       |
| 13      | Katalin Sterk      | 1,80  |       |
| 16      | Beáta Viroszt      | 1,80  |       |
| –       | Sigrid Kirchmann   | NM    |       |